# Wadenhoe
Wadenhoe is een civil parish in het bestuurlijke gebied East Northamptonshire, in het Engelse graafschap Northamptonshire met 244 inwoners.